# Literatura științifico-fantastică în România
Literatura științifico-fantastică în România a apărut în secolul al XIX-lea și a câștigat popularitate în România în a doua jumătate a secolului al XX-lea. Lucrările românești științifico-fantastice au fost traduse în mai multe limbi străine, cum ar fi limbile franceză, engleză, italiană, spaniolă, germană, rusă etc.

## Primii ani

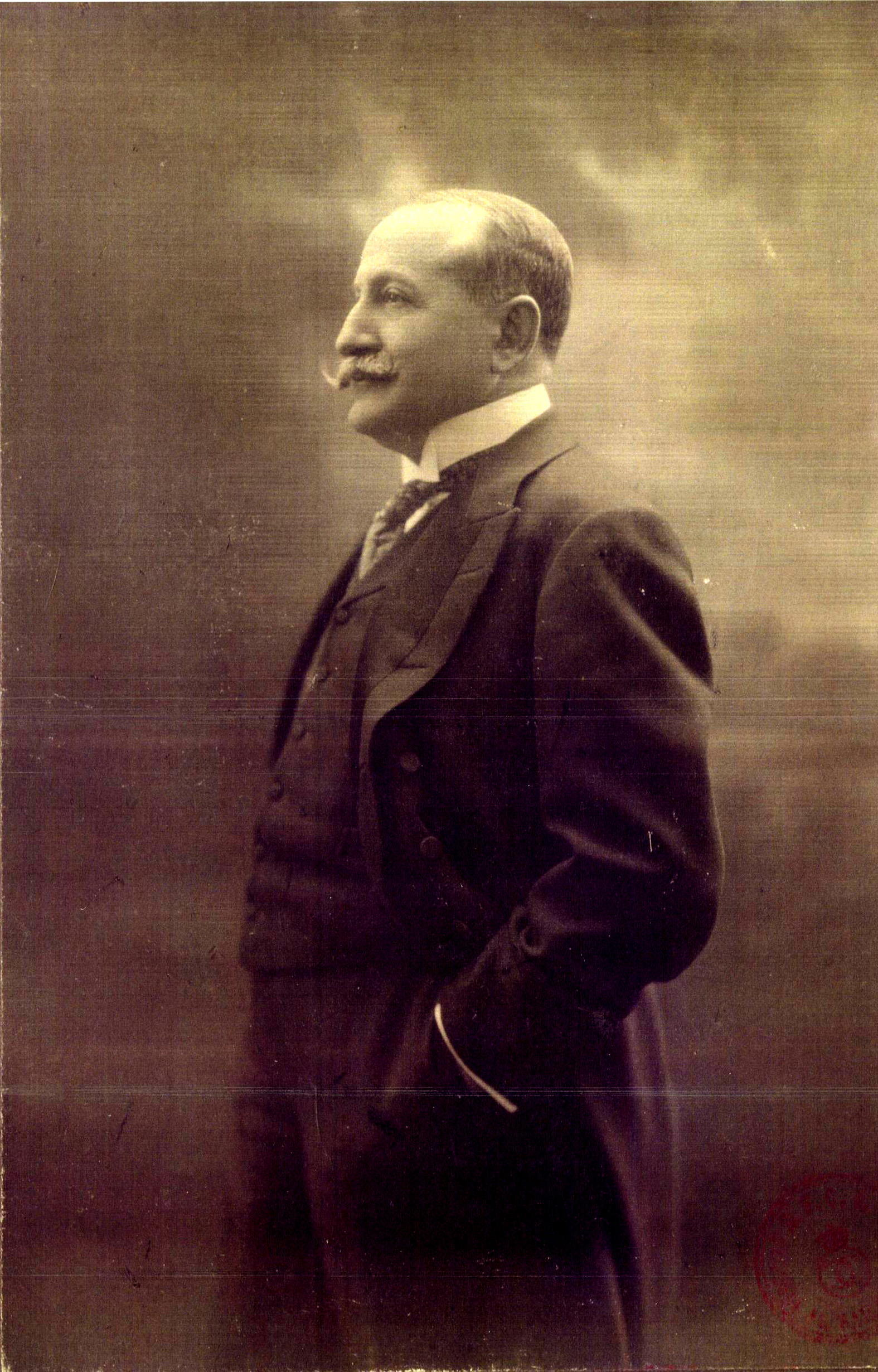
Take Ionescu

Prima poveste science-fiction românească este considerată lucrarea Finis Romaniae de Al. N. Dari (1873), o  scurtă poveste de istorie alternativă. Lucrarea prezintă istoria din România după moartea subită a lui Carol I și o revoluție împotriva noului domnitor, care declară o republică în România. Povestea următoare a fost Spiritele anului 3000, o utopie scrisă doi ani mai târziu, în 1875, de către un adolescent sub pseudonimul Demetriu G. Ionnescu, care va deveni mai târziu cunoscut sub denumirea de Take Ionescu, politicianul român. Povestirea are loc în anul 3000, atunci când pământul este populat de oameni mici de statură, care ajung la maturitate la 15 ani. Din punct de vedere politic, monarhiile au fost eliminate, toate statele sunt republici care fac parte dintr-o confederație mondială. Religia și războaiele au dispărut si București, un oraș grădină, este capitala unei Românii în frontierele sale naturale (etnice), în urma unei hotărâri dată de Tribunalul Suprem.
Primele lucrări românești de science fiction au fost influențate de literatura europeană occidentală și în special de romanul astronomic. La începutul anilor 1900, Victor Anestin a fost un popularizator notabil al științei, care, în afară că a scris sute de articole și cărți despre știință, a scris trei romane science-fiction: În anul 4000 sau O călătorie la Venus (1899), O tragedie cerească, Poveste astronomică (1914) și Puterea științei, sau Cum a fost omorât Răsboiul European, Poveste fantastică (1916). O tragedie cerească este una dintre cele mai vechi descrieri despre posibilitatea utilizării puterii atomice în războaie, fiind publicată în februarie 1914, în același an cu povestirea lui H. G. Wells The World Set Free.
Primul roman SF românesc este considerat a fi În anul 4000 sau O călătorie la Venus (1899) de Victor Anestin. Povestea se desfășoară în mileniul al IV-lea când doi oameni de știință au construit o rachetă și zboară spre Venus. Acolo ei descoperă o societate tehnocratică, care este foarte avansată, dar ai căror cetățeni nu au niciun sentiment: există ideea că perfecțiunea poate fi atinsă prin eradicarea completă a sentimentelor. Este o societate unafectată de războaie sau de boală și fără restricții legalizate, și pare o lume ideală. Totuși, în finalul acestui roman dramatic, oamenii de pe Pământ distrug mașinile electronice care întrețin societatea de pe Venus și țin emoțiile cetățenilor săi sub control.
Romanele SF următoare cele mai importante au apărut în 1914: Un român în lună de Henri Stahl, despre posibilitatea aterizării pe lună și O tragedie cerească din nou, de Victor Anestin.

## Epoca comunistă
După al doilea război mondial, noul regim comunist a sprijinit literatura științifico-fantastică, folosită ca mijloc de popularizare a științei și de îndoctrinare ideologică. A fost înființată revista săptămânală Colecția „Povestiri științifico-fantastice”, un factor important în promovarea științifico-fantasticului în România.
Cei mai populari scriitori ai epocii, I.M. Ștefan și Radu Nor, au scris romane de aventură științifico-fantastice, care uneori aveau o înclinație spre ideologică marxistă. Adrian Rogoz, Sergiu Fărcășan și Camil Baciu au fost cei mai importanți scriitori de SF ai epocii, în timp ce Vladimir Colin a fost primul scriitor important de literatură de fantezie.  
După apariția romanului lui Sergiu Fărcășan, O iubire din anul 41.042, în foileton (CPȘF #83-86, iulie-august, 1958) și în volum (Editura Tineretului, 1960), în noiembrie 1960, Uniunea Scriitorilor a organizat la Casa Scriitorilor „Mihail Sadoveanu” o discuție despre acest roman și a problemelor pe care le ridică literatura științifico-fantastică. Romulus Bărbulescu și-a recunoscut admirația față de această lucrare și a sugerat mai multe teme inedite neabordate în acel moment în literatura științifico-fantastică română. Vladimir Colin a constatat valoarea certă a romanului și a subliniat că datorită amplorii problemelor filozofice, științifice și literare pe care le ridică, genul științifico-fantastic trebuie să se bucure de o atenție continuă din partea Uniunii Scriitorilor.
În 1963, Romulus Bărbulescu a publicat Constelația din ape, primul din cele 10 romane SF care a făcut ca autorul să devină un pionier al genului în România, alături de co-autorul George Anania. Ei au fost inspirați de scriitori ruși ca Ivan Efremov sau frații Arkadi și Boris Strugațki sau de scriitorul polonez Stanislaw Lem. Aflați în timpul comunismului, unde criticile aduse societății erau interzise, realitatea alternativă era o buna metaforă și, chiar mai bine, mai sigură. 
1969-1972 reprezintă prima perioadă a fandomului românesc. În această perioadă, în România comunistă, apar primul cenaclu SF de amatori (25 iulie 1969, „Cenaclul S.F. de pe lângă clubul MM”, redenumit Solaris de Adrian Rogoz în 1973), prima convenție SF, primul fanzin SF (Solaris), prima culegere a unui cenaclu de povestiri SF (Povestiri științifico-fantastice, povestiri adunate de editorii Gheorghe Baltă, Doru Treta și Marcel Luca, cenaclul H.G. Wells, Timișoara, mai 1972), etc.
În anii 1980, guvernul președintelui Nicolae Ceaușescu a preluat controlul asupra cluburilor de fani Anania si Bărbulescu pentru a monitoriza discuțiile despre societățile utopice și justiția sociale. După prăbușirea Uniunii Sovietice, Romulus Bărbulescu și George Anania au concurat cu avalanșa de cărți ale unor autori occidentali science fiction ca Robert Sheckley, Harry Harrison și Philip K. Dick care au invadat piața est-europeană. În anii 1980, cea mai notabilă publicație SF a fost almanahul Anticipația, editat de Ioan Eremia Albescu. Mulți scriitori din anii 1980 aveau studii științifice, ceea ce însemna că scrierile lor aveau tendința de a fi mai aproape de științifico-fantastic hard. În anii 1980 era foarte dificilă publicarea lucrărilor științifico-fantastice, așa că autorii s-au mutat către alte domenii. (De exemplu, Cristian Tudor Popescu a devenit un binecunoscut jurnalist.)
Până în 1989 au apărut publicații fanzin ca Atalantis (Reșița), Atlantida (Cernavodă), Omicron (Craiova), Paradox, Helion și Biblioteca Nova (la Timișoara), Solaris (București).

## După 1989
După 1990 au apărut numeroase cenacluri în România care au publicat mai multe fanzine (de obicei cu o viață scurtă, de maxim de 3-4 numere): Aergistal (Cluj-Napoca), Nova 5,5 și Sfeno ++ (Galați), Brain (Brașov), Sfinx (Târgoviște), Cronaut și Vladimir Colin's Newsletter (Oțelul-Roșu), Katharsis (Ploiești), Pyyrat și String (București), Nebuloasa 15 (Focșani), Sigma (Piatra Neamț).
Între anii 1992-1996 a apărut (probabil) potrivit etichetei de pe prima pagină, singurul săptămânal SF din lume, Jurnalul SF.
Între 1992 și 2003, Editura Nemira a publicat sute de traduceri și câteva romane românești în Colecția Nautilus, dintre care Așteptând în Ghermana de Dănuț Ungureanu, romanul steampunk 2484 Quirinal Ave. și romanul cyberpunk Cel mai înalt turn din Baabylon ambele scrise de Sebastian A. Corn.
În prezent, există tendința de a se concentra mai degrabă pe fantezie decât pe ficțiune științifică, existând puține edituri care publică în continuare scriitori români de literatură științifico-fantastică, cum ar fi editurile Amaltea și Tritonic.